# Virginia Slims of Washington 1988
Virginia Slims of Washington 1988 — жіночий тенісний турнір, що проходив на закритих кортах з килимовим покриттям Patriot Center у Феєрфаксі (США). Належав до турнірів 5-ї категорії в рамках Туру WTA 1988. Відбувсь усімнадцяте і тривав з 22 до 28 лютого 1988 року. Перша сіяна Мартіна Навратілова здобула титул в одиночному розряді.

## Фінальна частина

### Одиночний розряд
Мартіна Навратілова —  Пем Шрайвер 6–0, 6–2
- Для Навратілової це був 3-й титул в одиночному розряді за сезон і 132-й — за кар'єру.

### Парний розряд
Мартіна Навратілова /  Пем Шрайвер —  Габріела Сабатіні /  Гелена Сукова 6–4, 6–4
- Для Навратілової це був 6-й титул за сезон і 270-й — за кар'єру. Для Шрайвер це був 5-й титул за сезон і 108-й — за кар'єру.